# Бичок-хвостач
Бичок-хвостач, або Кніповичія довгохвоста (Knipowitschia longecaudata) — однорічний вид риби з роду Кніповичія (Knipowitschia), родини Бичкових (Gobiidae).

## Характеристика
Спинний плавець має 6-8 жорстких і 7-9 м'яких променів, в анальному плавці — один жорсткий і 8-9 м'яких променів. Сягає довжини 5 см. Вага - 3-4 грами (зустрічаються до 5 г).

## Ареал
Зустрічається у Чорному, Азовському і Каспійському морях.

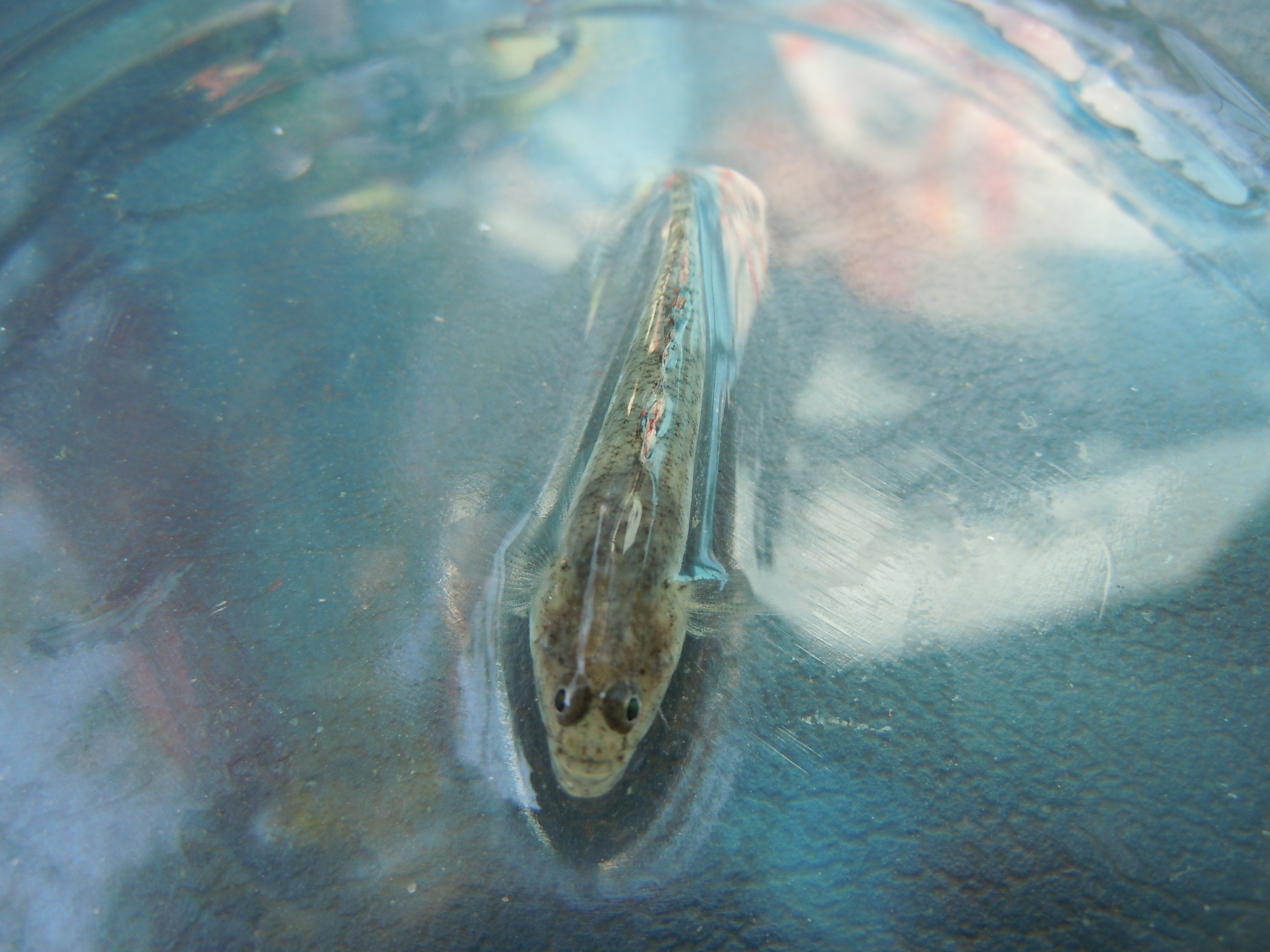
Бичок-хвостач

## Екологія
Поширений у солонуватих водах, на піщаних ґрунтах або в обростаннях. Віддає перевагу воді з температурою 4-20 °C. Живиться дрібними водними безхребетними.

## Охорона
На більшій частині ареалу стан природних популяцій виду залишається більш-менш стабільним. Саме тому він, згідно з Червоним списком МСОП, отримав охоронний статус «відносно благополучний вид». Але в окремих регіонах спостерігається тенденція до зниження чисельності популяції виду. Тому кніповичія довгохвоста занесена до Червоної книги Чорного моря (охоронна категорія: вид перебуває в небезпечному стані).